# Orlík (rozhledna)
Rozhledna Orlík (nebo také rozhledna na hradě Orlík) je rozhledna na věži zříceniny hradu Orlík nedaleko vesnice Rozkoš u Humpolce v okresu Pelhřimov.

## Historie
Hrad Orlík byl postaven na konci 14. století, jeho součástí byla 22 metrů vysoká hranolová věž, do poloviny své výšky byla vyzděna, od poloviny dutá se schodištěm. Hrad byl poničen během třicetileté války a během 19. století se stal zříceninou. První opravy věže a hradu nastali kolek roku 1913, kdy rodáci z Rozkoše provedli první opravy. Další opravy hradu proběhly mezi lety 1939 a 1941, kdy členové Klubu českých turistů hrad zabezpečili před rozpadem. Po roce 1970 se hrad opět začal rozpada až od roku 1988 místní občané opět začali hrad opravovat, z těchto občanů se stává humpolecká organizace Klubu Augusta Sedláčka. Mezi lety 1992 a 1996 byl hrad opraven za pomocí okresu Pelhřimov a od roku 1997 byl hrad otevřen veřejnosti.
První plány na rozhlednu z bývalé věže pochází z roku 1990, kdy měla být věž dostavěna a zastřešena, to se nakonec nepovedlo a další návrhy na rozhlednu pochází až z roku 2007. Od těchto úprav se ustoupilo a začala se plánovat stavba rozhledny na blízkém Havlově kopci, tam ke stavbě však nakonec nedošlo. V roce 2009 byla vypracována studie rozhledny Zdeňkem Závodským a v roce 2013 Martinem Fraňkem, ta byla uznána jako proveditelná Národním památkovým ústavem a v listopadu 2013 byla stavba schválena městem Humpolec. Stavební úpravy věže pak proběhly mezi červencem a říjnem v roce 2014, slavnostní otevření pak proběhlo 12. listopadu 2014, otevřena však byla již 1. listopadu téhož roku.